# 권리자백
권리자백(權利自白)이란 당사자가 소송의 변론 또는 준비절차에서 자기에게 불리한 구체적인 권리관계 또는 법률효과의 존부를 인정하는 진술로 민사소송법상 자백(재판상 자백)이 되는 것은 구체적인 사실의 진술에 한하고, 법률상의 진술 또는 경험법칙에 대한 진술은 자백의 대상이 되지 않는다.

## 같이 보기
- 자백
- 의제자백